# Harrisburg (Arkansas)
Harrisburg – miasto w Stanach Zjednoczonych, w stanie Arkansas, w hrabstwie Poinsett.